# Norrsjön (Funbo socken, Uppland)
Norrsjön är en sjö i Knivsta kommun och Uppsala kommun i Uppland och ingår i Norrströms huvudavrinningsområde. Sjön är 11,5 meter djup, har en yta på 0,162 kvadratkilometer och befinner sig 17,2 meter över havet. Vid provfiske har bland annat abborre, björkna, braxen och gers fångats i sjön.

## Delavrinningsområde
Norrsjön ingår i det delavrinningsområde (663310-161770) som SMHI kallar för Inloppet i Norrsjön. Medelhöjden är 37 meter över havet och ytan är 6,4 kvadratkilometer. Det finns inga avrinningsområden uppströms utan avrinningsområdet är högsta punkten. Vattendraget som avvattnar avrinningsområdet har biflödesordning 4, vilket innebär att vattnet flödar genom totalt 4 vattendrag innan det når havet efter 107 kilometer. Avrinningsområdet består mestadels av skog (86 procent). Avrinningsområdet har 0,73 kvadratkilometer vattenytor vilket ger det en sjöprocent på 7,3 procent.

## Fisk
Vid provfiske har följande fisk fångats i sjön:
- Abborre
- Björkna
- Braxen
- Gärs
- Gädda
- Löja
- Mört